# Cycas brachycantha
Cycas brachycantha — вид голонасінних рослин класу саговникоподібні (Cycadopsida).
Етимологія: від грецького brachys, «короткий», і acanthos, хребет, посилаючись на характерні короткі черешкові шипи цього виду.

## Опис
Стовбури від деревовидих до безстебельних, 1 м заввишки, 9–12 см діаметром у вузькому місці; 5–10 листків у кроні. Листки темно-зелені, дуже блискучі, завдовжки 140–250 см. Пилкові шишки веретеновиді, жовті, 12–14 см, 3–4 см діаметром. Мегаспорофіли 8–12 см завдовжки, коричнево-повстяні. Насіння яйцеподібне, 25–27 мм, шириною 20 мм; саркотеста жовта, не вкрита нальотом, товщиною 1–2 мм.

## Поширення, екологія
Країни поширення: В'єтнам. Росте на гребенях оголень вапняку на гірських хребтів у межах закритих субтропічних вічнозелених лісів, росте в ущелинах і тріщинах у скелю без ґрунту.

## Загрози та охорона
Загрози цьому виду невідомі. Цей вид широко представлений у англ. Ba Be National Park.